# Кондраші (Волгоградська область)
Кондраші (рос. Кондраши) — село в Іловлінському районі Волгоградської області Російської Федерації.
Населення становить 846 осіб. Входить до складу муніципального утворення Кондрашовське сільське поселення.

## Історія
Село розташоване у межах українського історичного та культурного регіону Жовтий Клин.
Від 1965 року належить до Іловлінського району.

## Населення
| 2010 |
| ---- |
| 846  |